# Marta May
María Jesús Mayor Ávila, connue sous son nom de scène Marta May, née à Santander le 14 juin 1939, est une actrice espagnole.

## Biographie
Elle étudie la danse classique et la guitare espagnole avant de commencer comme actrice au théâtre en 1956. Elle ne débute au cinéma qu'en 1964, dans le rôle de Betty pour Les Jumeaux du Texas de Steno.
Elle se marie avec José María Forn, réalisateur, scénariste et acteur espagnol, et joue souvent dans les films de son époux. Elle est récompensée du prix de meilleure actrice attribué par le Círculo de escritores cinematográficos (es) en 1968 (es) pour son rôle dans La piel quemada (1967),.
Au cours de sa carrière, elle joue dans des westerns (El Texican en 1966, Vingt Pas vers la mort en 1970), des films d'aventure (Gli amori di Angelica en 1966, Têtes coupées en 1970) et des films d'horreur (Pastel de sangre en 1971, Chats rouges dans un labyrinthe de verre en 1975).
À partir des années 1980, elle se donne aussi aux activités de la télévision, tant comme actrice que comme animatrice de programmes.
Elle signe sa dernière interprétation dans Les Vies de Loulou de Bigas Luna en 1990.

## Filmographie

### Cinéma
- 1964 : Les Jumeaux du Texas de Steno : Betty
- 1965 : Fuerte perdido
- 1966 : El primer cuartel
- 1966 : Attaque à Rivière-Rouge (Río maldito), de Juan Xiol : Lily
- 1966 : El Texican (The Texican), de Lesley Selander : Elena[3]
- 1966 : La Femme du désert (Gli amori di Angelica de Luigi Latini De Marchi
- 1967 : La piel quemada, de José María Forn : Juana[3]
- 1970 : Las piernas de la serpiente
- 1970 : Vingt Pas vers la mort (Veinte pasos para la muerte), de Manuel Esteba et Antonio Mollica (sous le pseudo de Mary May)
- 1970 : Il delitto della signora Reynolds
- 1970 : Metamorfosis
- 1970 : Pulsus
- 1970 : La mujer celosa
- 1970 : Têtes coupées (Cabezas cortadas) de Glauber Rocha : Soledad
- 1971 : Pastel de sangre de Francesc Bellmunt
- 1972 : Horror Story
- 1975 : La respuesta (ca), de José María Forn
- 1975 : Chats rouges dans un labyrinthe de verre (Gatti rossi in un labirinto di vetro), d’Umberto Lenzi
- 1975 : Metralleta 'Stein'
- 1976 : El avispero
- 1976 : La Ville brûlée
- 1978 : La ràbia
- 1979 : Companys, procés a Catalunya
- 1980 : Cara quemada
- 1981 : Putapela
- 1981 : El vicari d'Olot
- 1982 : Puny clos
- 1985 : Un, dos, tres... ensaïmades i res més (es), de Joan Solivellas : veuve Leclero
- 1988 : Phoenix the Warrior (sous le pseudo de Mary May)
- 1990 : La cruz de Iberia
- 1990 : Les Vies de Loulou (Las edades de Lulú) de Bigas Luna

### Télévision
- 1983 : Un encargo original, série télévisée, (1 épisode) : El arte de mirar
- 1983 : La comedia, série télévisée, (1 épisode) : Sólo para hombres